# Kopácsy József

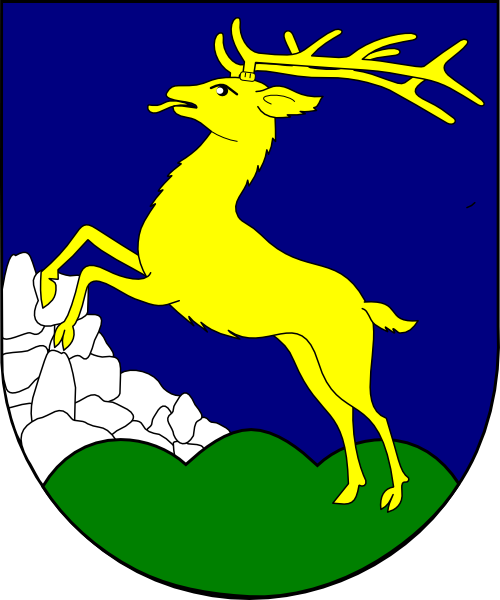
Kopácsy József címere

Kopácsy József (Veszprém, 1775. május 30. – Esztergom, 1847. szeptember 18.) székesfehérvári és veszprémi püspök, majd esztergomi érsek, hercegprímás.

## Élete

### Családja és pályafutásának kezdete
Elszegényedett, birtoktalan kisnemesi családból származott. Édesapja Kopácsy Mihály, édesanyja nemes György Judit volt. Iskoláit Veszprémben kezdte plébánosa támogatásával, felsőbb teológiai tanulmányait azonban Pozsonyban az Emericanumban végezte. 1798. május 30-án Zircen szentelték pappá. 1799-től az egyházjog és egyháztörténelem tanáraként működött a veszprémi papneveldében. 1805-ben szentszéki bíró lett. 1806-ban veszprémi plébánossá és alesperessé nevezték ki, 1807-ben pedig veszprémi kanonoki címet kapott. 1809-ben a veszprémi szeminárium igazgatóhelyettese lett.
Káptalani követként jelent meg 1809-ben Esztergomban, Károly Ambrus hercegprímás, esztergomi érsek temetésén, ahol a megbízott szónok betegsége miatt ő mondta el a szentbeszédet. Ettől fogva elismert szónokként tekintettek rá. A káptalant képviselve vett részt az 1811–1812. évi országgyűlésen is.

### Püspöki tevékenysége
1817-ben a királyi tábla prelátusa, kevéssel ezután a Hétszemélyes Tábla közbírája és pristinai választott püspök lett. 1822-ben székesfehérvári püspök lett, öt évre rá 1827-ben pedig a veszprémi püspöki széket foglalja el. Veszprémi püspökként kánoni látogatást végzett a Balaton keleti részén 34 plébánián. Veszprémi püspökként koronázta meg Karolina Auguszta királynét Pozsonyban, I. Ferenc negyedik feleségét. 1831-ben a Magyar Tudományos Akadémia tiszteleti tagjává választották. 1833-ban elrendelte a magyar nyelvű anyakönyvezést. 1838-ban elkészíttette az egyházmegye térképét.
1838. december 15-étől esztergomi érsek és hercegprímás volt, ám három évig veszprémi székét is megtartotta.

### Hercegprímási munkássága
Kopácsy érsek volt az első, aki az egyházmegyei körleveleket magyar nyelven szerkesztette. Sok pénzt fordított közcélokra, iskolák és nőnevelő zárdák alapítására. 1840-ben megbízza Hild Józsefet az esztergomi székesegyház áttervezésével. Ő alapította 1843-ban a nagyszombati társaskáptalant. Folytatta az esztergomi bazilika építését, melyre közel félmillió forintot költött. Esztergomban hajóhidat létesített. Halála után emlékére utcát neveztek el róla Esztergomban.

## Irodalmi munkássága
Kiadta magyarul Claude Fleury egyháztörténész művét: A keresztények és izraeliták szokásairól és erényeiről (1801–1802). Azonfelül egyes munkák kiadását jelentős összegekkel segítette. Az ő költségén jelent meg Kézai Simon mester munkája a Gesta Hunnorum et Hungarorum és a Budai Krónika. Gyűjtötte és másoltatta a magyar egyház történetére vonatkozó okmányokat.